# Тамньес
Тамнье́с (фр. Tamniès) — коммуна во Франции, находится в регионе Аквитания. Департамент — Дордонь. Входит в состав кантона Сарла-ла-Канеда. Округ коммуны — Сарла-ла-Канеда.
Код INSEE коммуны — 24544.

## География

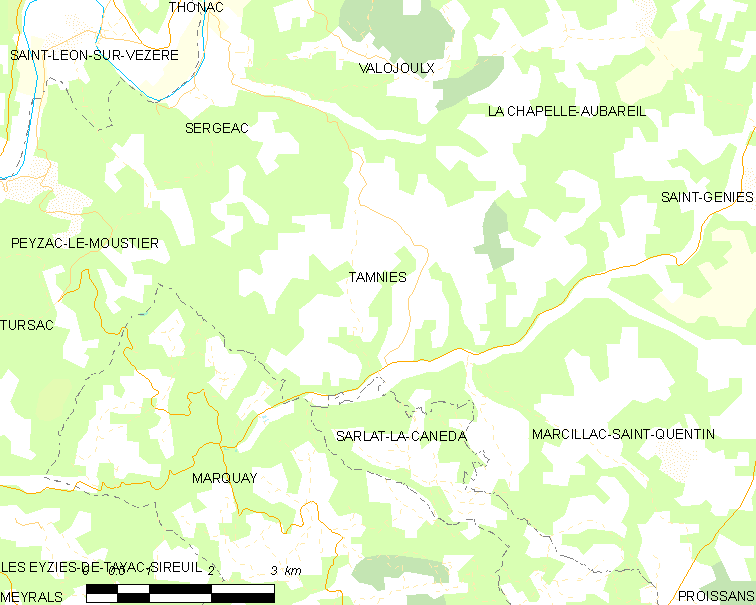
Карта коммуны

Коммуна расположена приблизительно в 450 км к югу от Парижа, в 140 км восточнее Бордо, в 45 км к юго-востоку от Перигё.
На юге коммуны протекает река Бён.

### Климат
Климат умеренный океанический со средним уровнем осадков, которые выпадают преимущественно зимой. Лето здесь долгое и тёплое, однако также довольно влажное, здесь не бывает регулярных периодов летней засухи. Средняя температура января — 5 °C, июля — 18 °C. Изредка вследствие стечения неблагоприятных погодных условий может наблюдаться непродолжительная засуха или случаются поздние заморозки. Климат меняется очень часто, как в течение сезона, так и год от года.

## Население
Население коммуны на 2010 год составляло 351 человек.
| 1962 | 1968 | 1975 | 1982 | 1990 | 1999 | 2010 |
| ---- | ---- | ---- | ---- | ---- | ---- | ---- |
| 333  | 316  | 282  | 284  | 313  | 317  | 351  |

## Администрация
| Период | Период | Фамилия         | Партия       | Примечания |
| ------ | ------ | --------------- | ------------ | ---------- |
| 2001   | 2014   | Жерар Лабордери | беспартийный | ресторатор |
| 2014   | 2020   | Бернар Венанси  |              |            |

## Экономика
В 2010 году среди 229 человек трудоспособного возраста (15-64 лет) 173 были экономически активными, 56 — неактивными (показатель активности — 75,5 %, в 1999 году было 78,1 %). Из 173 активных жителей работали 156 человек (70 мужчин и 86 женщин), безработных было 17 (10 мужчин и 7 женщин). Среди 56 неактивных 15 человек были учениками или студентами, 29 — пенсионерами, 12 были неактивными по другим причинам.

## Достопримечательности
- Бывший монастырь (XIV век). Исторический памятник с 1978 года[5]
- Церковь Св. Эпархия (XII век). Исторический памятник с 1978 года[6]

## Фотогалерея

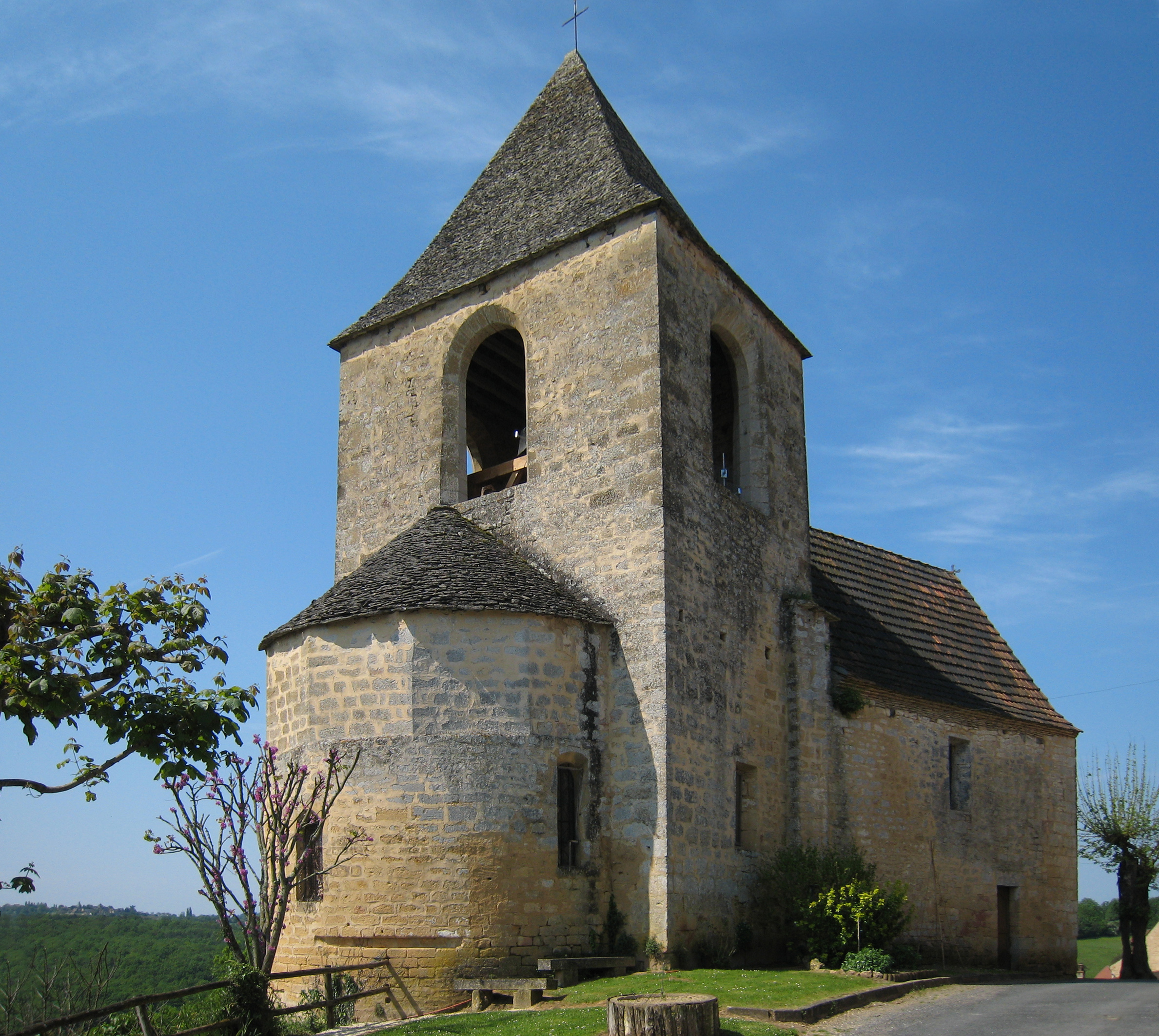
Церковь Св. Эпархия
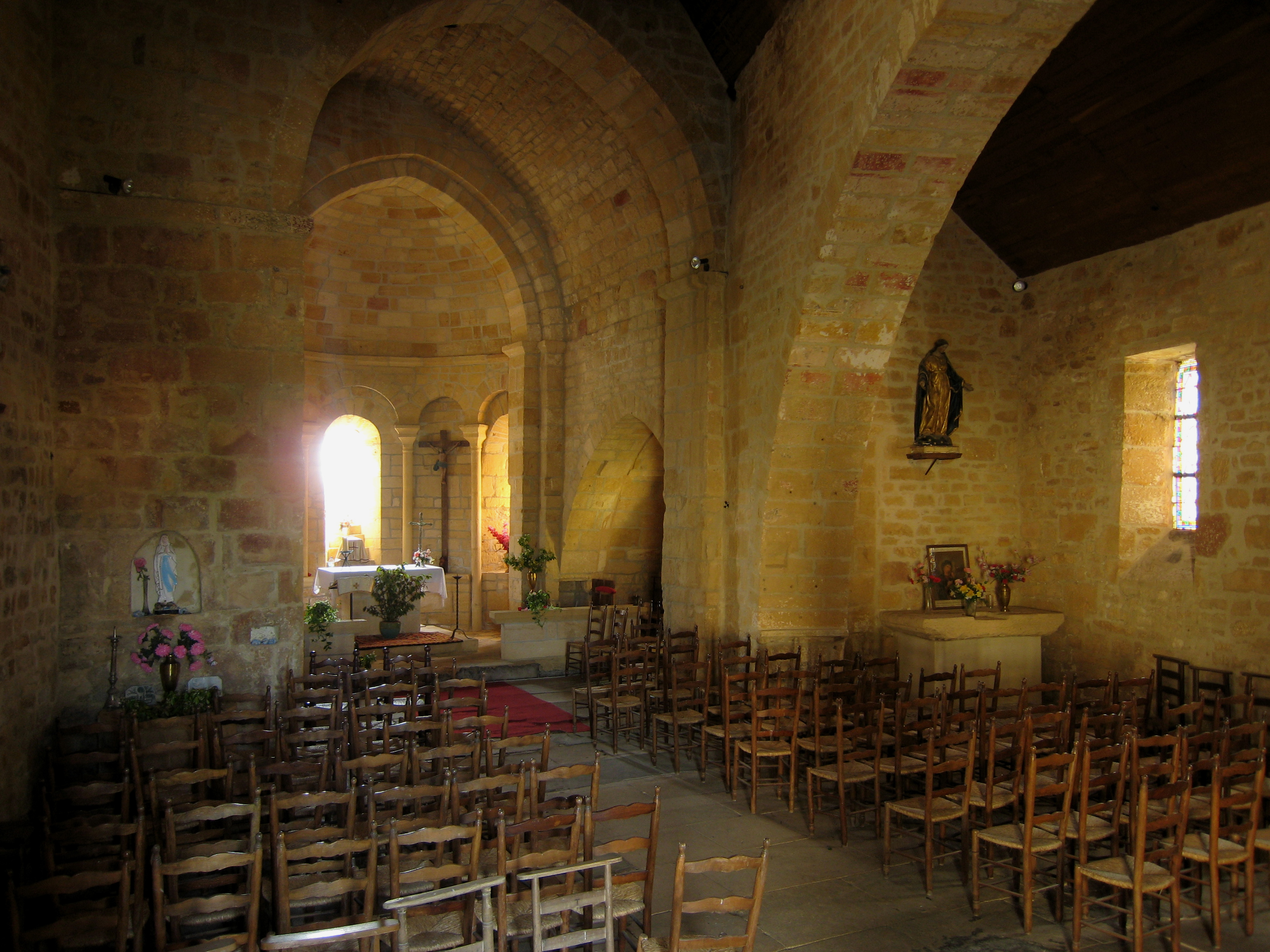
Интерьер церкви Св. Эпархия
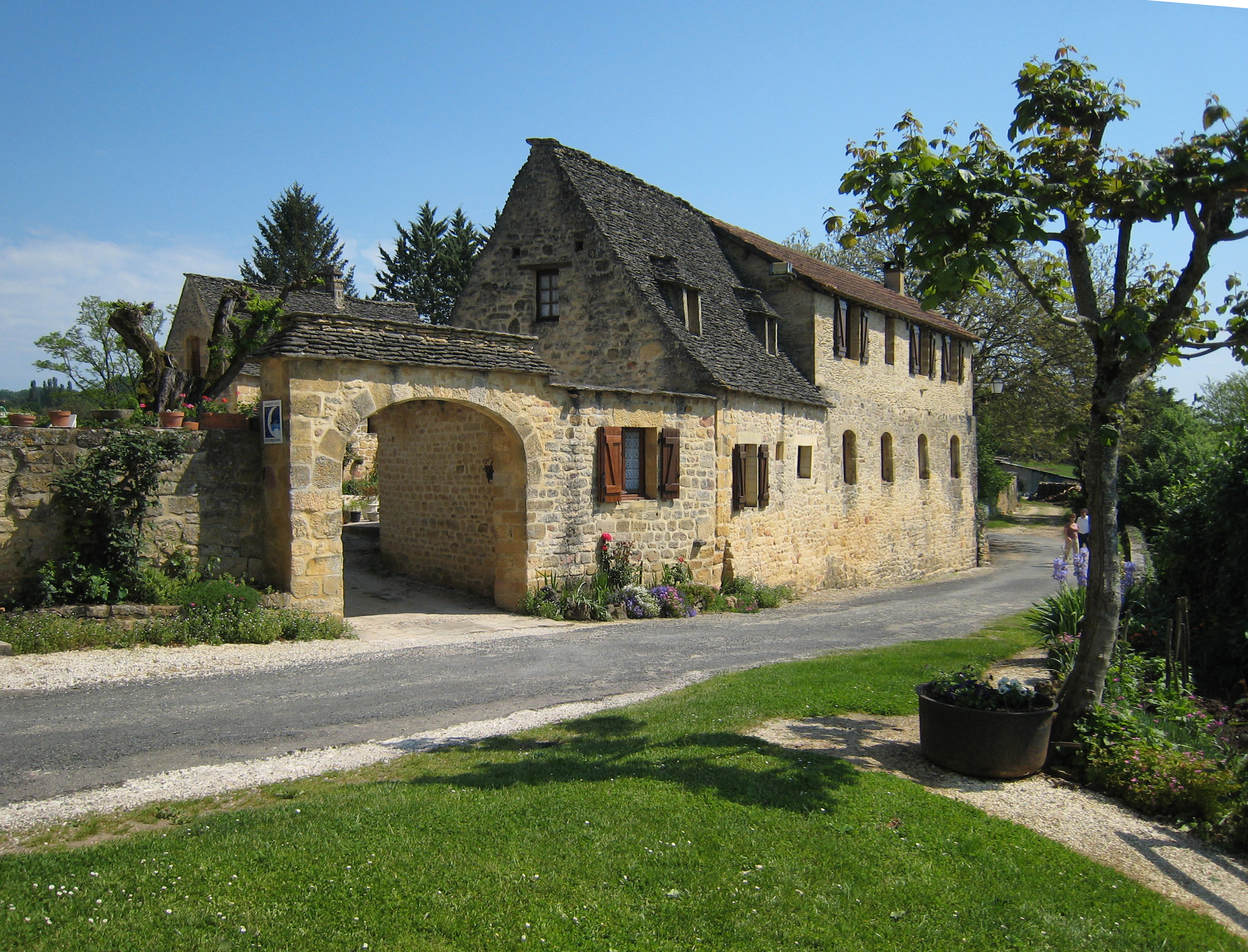
Бывший монастырь
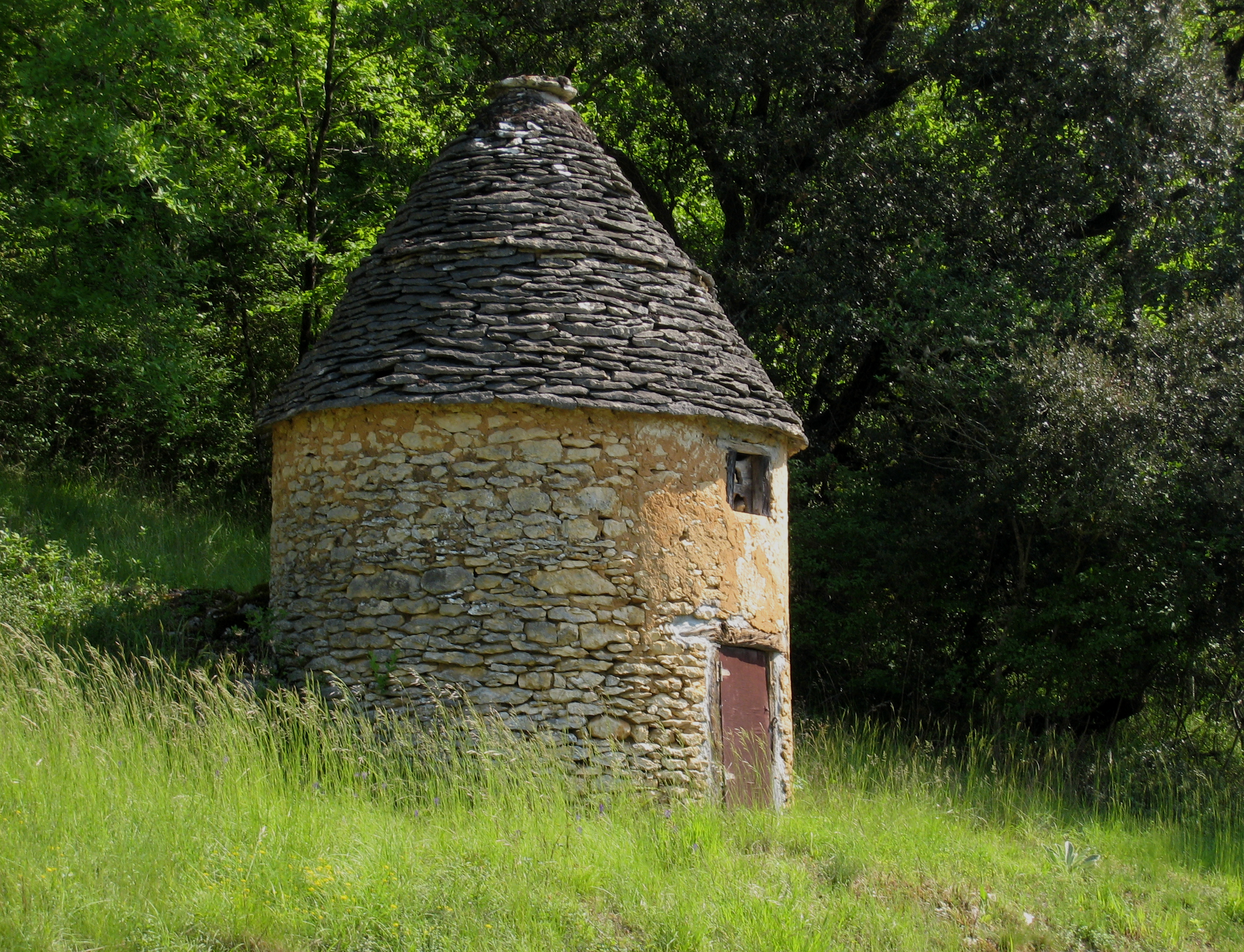
Сезонное жильё пастухов
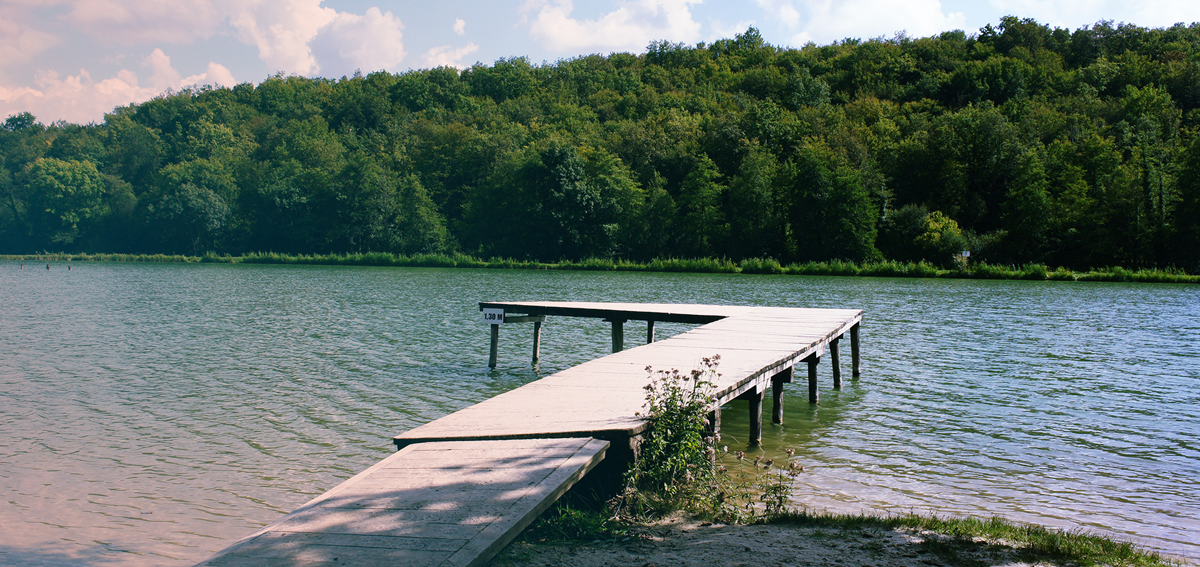
Озеро